# 高升乡 (蓬溪县)
高升乡，是中华人民共和国四川省遂宁市蓬溪县下辖的一个乡镇级行政单位。

## 行政区划
高升乡下辖以下地区：
高升社区、毛公滩村、西寺村、新建村、白庙沟村、莲枝村、门子垭村、小东村、文峰村、文星村、黄莲山村、阶檐村和六通村。